# 霧島スマートインターチェンジ
霧島スマートインターチェンジ（きりしまスマートインターチェンジ）は、鹿児島県霧島市において事業中の東九州自動車道のスマートインターチェンジである。名称は仮称である。

## 概要
本線直結型で建設され、利用可能車種はETC搭載の全車種で24時間運用、上下線ともに出入可となる予定。

## 道路
- E78 東九州自動車道

## 沿革
- 2023年（令和5年）9月8日 : 国土交通省より新規事業化[1][2]。

## 隣
E78 東九州自動車道
(40)国分IC - 霧島スマートIC（仮称・事業中） - (41)隼人東IC